# Prayut Chan-o-cha
Prayuth Chan-o-cha (tailandés: ประยุทธ์ จันทร์โอชา; 21 de marzo de 1954) es un oficial del ejército tailandés. Desde octubre de 2010 hasta octubre de 2014 fue el comandante en jefe del Real Ejército Tailandés, también fue presidente del Army United Football Club entre 2010 y 2014. El 22 de mayo de 2014 asumió de facto como Primer ministro de Tailandia, formó una junta de gobierno y estableció una dictadura militar.
Durante la crisis política de 2013-14, Chan-ocha declaró la ley marcial el 20 de mayo de 2014 y se proclamó "Líder del Consejo Nacional para la Paz y el Orden". El 22 de mayo lanzó un golpe militar contra el gobierno de Niwatthamrong Boonsongpaisan, suspendió la constitución y ordenó arrestar a varios miembros del gobierno derrocado.En julio de ese año prohibió a los medios criticar las operaciones de la junta y su personal.
Un nuevo Parlamento fue aprobado en julio, una semana después de que entrara en vigor la Constitución interina en la que los golpistas se otorgaban todo el poder para crear una "democracia genuina", además de garantizarse una amnistía. Tras ganar unánimemente por el nuevo legislativo en Tailandia, que contaba con más de la mitad de sus escaños ocupados por militares en activo o retirados. Prayuth Chan-ocha formalmente asumió el cargo de primer ministro del país con 191 votos a favor y tres abstenciones.
En septiembre de ese mismo año, después de cumplir los 60 años, la edad obligatoria de jubilación. Prayuth, cedió el cargo al general Udomdej Sitabutr, en una ceremonia celebrada en el cuartel general del Ejército en Bangkok. No obstante, Prayuth se quedó como jefe de la junta militar y como primer ministro.
Tras la aprobación de una nueva Constitución en 2016, se dio inicio a una transición democrática que desembocó en la celebración de elecciones generales en marzo de 2019, que confirmaron a Prayuth Chan-ocha como primer ministro de iure, como candidato del Partido Palang Pracharat.
Prayut se unió al Partido de la Nación Unida de Tailandia el 23 de diciembre de 2022 como presidente del Comité Estratégico y de Directrices del Partido de la Nación Unida de Tailandia para organizar las elecciones generales tailandesas de 2023. 
En las elecciones generales de 2023, la coalición de Prayut obtuvo sólo el 15% de los escaños.  El 11 de julio de 2023, Prayut anunció que se retiraría de la política y dimitiría como miembro del Partido de la Nación Tailandesa Unida, pero seguirá sirviendo como primer ministro interino hasta que se forme un nuevo gobierno que lo reemplace.